# ملعب بويبلو نويفو متعدد الرياضات
ملعب بويبلو نويفو متعدد الرياضات (بالإسبانية: Estadio Polideportivo de Pueblo Nuevo)‏ هو ملعب رياضي متعدد الاستخدامات يقع في مدينة سان كريستوبال الفنزويلية، وهو الملعب الخاص لنادي ديبورتيفو تاشيرا. يتسع الملعب لقرابة 42500 متفرج. اختير على أنه أحد الملاعب المستضيفة لنهائيات كوبا أميركا 2007.
يعرف الملعب بالمعبد المقدس وذلك لتسجيل المنتخب الفنزويلي لكرة القدم أفضل نتائجه عليه ووجوده في منطقة يغلب عليها ممارسة كرة القدم وليس كرة القاعدة.